# Stubenberg, Hartberg
Stubenberg là một đô thị thuộc huyện Hartberg, thuộc bang Steiermark, nước Áo. Đô thị Stubenberg, Hartberg có diện tích 32,56 km², dân số thời điểm cuối năm 2005 là 2253 người.